# Port Vale Football Club
Maillots
Actualités
Le Port Vale Football Club est un club de football anglais fondé en 1876 et basé à Burslem, quartier de la ville de Stoke-on-Trent, située dans le Staffordshire. Le club évolue depuis la saison 2024-2025 en League Two (D4) (quatrième division anglaise).
Le chanteur Robbie Williams est son supporter le plus célèbre. Il a d'ailleurs exigé l'inclusion du club dans le jeu FIFA 2000 pour accepter d'inclure la chanson It's Only Us dans sa bande originale. Il est devenu un actionnaire du club en février 2006.

## Repères historiques
- 1876 : fondation du club sous le nom de Burslem Port Vale
- 1885 : adoption du statut professionnel
- 1892 : le club rejoint la League (Division 2)
- 1909 : le club est renommé Port Vale FC
- 2013 : le club est promu en EFL League One (troisième division anglaise)
- 2017 : le club est relégué en EFL League Two (quatrième division anglaise)
- 2022 : le club est promu en EFL League One (troisième division anglaise)
- 2024 : le club est relégué en EFL League Two (quatrième division anglaise)
- 2025 en football : le club est promu en League One.

## Palmarès et records

### Palmarès
- Championnat d'Angleterre de D3-Nord : 
  - Champion : 1930, 1954
  - Vice-champion : 1953

- Championnat d'Angleterre de D3 : 
  - Vice-champion : 1994

- Championnat d'Angleterre de D4 : 
  - Champion : 1959
  - Vainqueur des play off : 2022

- Football League Trophy : 
  - Vainqueur : 1993, 2001

### Bilan saison par saison
|           | II | III | IV | V | Points | Journées | V  | N  | D  | b.p. | b.c. | Diff. |
| 2021-2022 |    |     | 5  |   | 78 pts | 46       | 23 | 12 | 12 | 67   | 46   | +21   |
| 2020-2021 |    |     | 13 |   | 60 pts | 46       | 17 | 9  | 20 | 57   | 57   | 0     |
| 2019-2020 |    |     | 8  |   | 57 pts | 36       | 14 | 15 | 8  | 50   | 44   | +6    |
| 2018-2019 |    |     | 20 |   | 49 pts | 46       | 12 | 13 | 21 | 39   | 55   | -16   |
| 2017-2018 |    |     | 20 |   | 47 pts | 46       | 11 | 14 | 21 | 49   | 67   | -18   |
| 2016-2017 |    | 21  |    |   | 49 pts | 46       | 12 | 13 | 21 | 45   | 70   | -25   |
| 2015-2016 |    | 12  |    |   | 65 pts | 46       | 18 | 11 | 17 | 56   | 58   | -2    |
| 2014-2015 |    | 18  |    |   | 54 pts | 46       | 15 | 9  | 22 | 55   | 65   | -10   |
| 2013-2014 |    | 9   |    |   | 61 pts | 46       | 18 | 7  | 21 | 59   | 73   | -14   |

Légende :
- I / II / III / IV / V / VI : division jouée
- V / N / D : victoires / matchs nuls / défaites
- b.p. / b.c. : buts pour / buts contre
- Diff : différence de buts
- Promotion dans le championnat hiérarchiquement supérieur
- Relégation dans le championnat hiérarchiquement inférieur

## Joueurs et personnalités du club

### Présidents
Le tableau suivant présente la liste des présidents du club depuis 1885.
| Rang | Nom            | Période   |
| ---- | -------------- | --------- |
| 1    | Edward Oliver  | 1885-1897 |
| 2    | Robert Audley  | 1897-1907 |
| 3    | Sam Bennion    | 1908-1911 |
| 4    | Sam Bennion    | 1911-1913 |
| 5    | Frank Huntbach | 1913-1921 |
| 6    | Sampson Walker | 1921-1926 |
| 7    | Frank Huntbach | 1926-1940 |
| 8    | Tom Flint      | 1940-1946 |

| Rang | Nom               | Période   |
| ---- | ----------------- | --------- |
| 9    | William Holdcroft | 1946-1952 |
| 10   | Fred Burgess      | 1952-1958 |
| 11   | Jake Bloom        | 1958-1959 |
| 12   | Fred Burgess      | 1959-1960 |
| 13   | Jake Bloom        | 1960-1961 |
| 14   | Joe Machin        | 1961-1963 |
| 15   | Tom Talbot        | 1963-1965 |
| 16   | Fred Pinfold      | 1965-1968 |

| Rang | Nom              | Période   |
| ---- | ---------------- | --------- |
| 17   | Arthur McPherson | 1968-1970 |
| 18   | Mark Singer      | 1970-1971 |
| 19   | Graham Bourne    | 1971-1972 |
| 20   | Mark Singer      | 1972-1977 |
| 21   | Arthur McPherson | 1977-1980 |
| 22   | Don Ratcliffe    | 1980-1982 |
| 23   | Jim Lloyd        | 1982-1987 |
| 24   | Bill Bell        | 1987-2002 |

| Rang | Nom                | Période   |
| ---- | ------------------ | --------- |
| 25   | Bill Bratt         | 2003-2011 |
| 26   | Mike Lloyd         | 2011      |
| 27   | Peter Miller       | 2011      |
| 28   | Paul Wildes        | 2012-2013 |
| 29   | Norman Smurthwaite | 2013-2017 |
| 30   | Tony Fradley       | 2017-2018 |
| 31   | Norman Smurthwaite | 2018-2019 |
| 32   | Carol Shanahan     | 2019-     |

### Entraîneurs
Le tableau suivant présente la liste des entraîneurs du club depuis 1896.
| Rang | Nom                 | Période              |
| ---- | ------------------- | -------------------- |
| 1    | Sam Gleaves         | août 1896-mai 1905   |
| 2    | Tommy Clare         | août 1905-mai 1911   |
| 3    | Alf Walker          | 1911- 1912           |
| 4    | Harry Myatt         | oct. 1913-mai 1914   |
| 5    | Jock Cameron        | août 1918-janv. 1919 |
| 6    | Tom Holford         | 1919- mars 1920      |
| 7    | Joe Schofield       | mars 1920-oct. 1930  |
| 8    | Tom Morgan          | oct. 1930-mai 1932   |
| 9    | Tom Holford         | juin 1932-sept. 1935 |
| 10   | Warneford Cresswell | juil. 1936-mai 1937  |
| 11   | Tom Morgan          | déc. 1937-avr. 1938  |
| 12   | Jack Diffin         | août 1944-déc. 1944  |
| 13   | David Pratt         | déc. 1944-août 1945  |
| 14   | Billy Frith         | août 1945-oct. 1946  |
| 15   | Gordon Hodgson      | oct. 1946-juin 1951  |

| Rang | Nom              | Période               |
| ---- | ---------------- | --------------------- |
| 16   | Ivor Powell      | juin 1951-déc. 1951   |
| 17   | Freddie Steele   | déc. 1951-janv. 1957  |
| 18   | Norman Low       | févr. 1957-oct. 1962  |
| 19   | Freddie Steele   | oct. 1962-févr. 1965  |
| 20   | Jackie Mudie     | mars 1965-mai 1967    |
| 21   | Stanley Matthews | mai 1967-avr. 1968    |
| 22   | Gordon Lee       | mai 1968-janv. 1974   |
| 23   | Roy Sproson      | janv. 1974-oct. 1977  |
| 24   | Bobby Smith      | nov. 1977-mai 1978    |
| 25   | Dennis Butler    | mai 1978-août 1979    |
| 26   | Alan Bloor       | août 1979-déc. 1979   |
| 27   | John McGrath     | déc. 1979-déc. 1983   |
| 28   | John Rudge       | déc. 1983-janv. 1999  |
| 29   | Brian Horton     | janv. 1999-févr. 2004 |
| 30   | Ian Brightwell   | février 2004          |

| Rang | Nom                     | Période               |
| ---- | ----------------------- | --------------------- |
| 31   | Martin Foyle            | févr. 2004-sept. 2007 |
| 32   | Lee Sinnott             | nov. 2007-sept. 2008  |
| 33   | Dean Glover             | oct. 2008-mai 2009    |
| 34   | Micky Adams             | juin 2009-déc. 2010   |
| 35   | Jim Gannon              | janv. 2011-mars 2011  |
| 36   | Micky Adams             | mai 2011-sept. 2014   |
| 37   | Rob Page                | sept. 2014-mai 2016   |
| 38   | Bruno Ribeiro           | juin. 2016-déc. 2016  |
| 39   | Michael Brown (intérim) | déc. 2016-sept. 2017  |
| 40   | Neil Aspin              | oct. 2017-janv. 2019  |
| 41   | John Askey              | fév. 2019-janv. 2021  |
| 42   | Danny Pugh (intérim)    | janv. 2021-fév. 2021  |
| 43   | Darrell Clarke          | fév. 2021-avr. 2023   |
| 44   | Andy Crosby             | mai 2023-fév. 2024    |
| 45   | Darren Moore            | fév. 2024-            |

### Joueurs emblématiques
Joueur de l'année
| Année | Gagnant     |
| ----- | ----------- |
| 1967  | Roy Sproson |
| 1968  | ?           |
| 1969  | Ron Wilson  |

| Année | Gagnant          |
| ----- | ---------------- |
| 1970  | John Green       |
| 1971  | Tommy McLaren    |
| 1972  | Sammy Morgan     |
| 1973  | Ray Williams     |
| 1974  | David Harris     |
| 1975  | John Connaughton |
| 1976  | John Ridley      |
| 1977  | David Harris     |
| 1978  | Ken Beamish      |
| 1979  | Bernie Wright    |

| Année | Gagnant         |
| ----- | --------------- |
| 1980  | Kenny Beech     |
| 1981  | Russell Bromage |
| 1982  | Ernie Moss      |
| 1983  | Wayne Cegielski |
| 1984  | Eamonn O'Keefe  |
| 1985  | Alan Webb       |
| 1986  | Jim Arnold      |
| 1987  | Andy Jones      |
| 1988  | Ray Walker      |
| 1989  | Mark Grew       |

| Année | Gagnant          |
| ----- | ---------------- |
| 1990  | Neil Aspin       |
| 1991  | Ray Walker       |
| 1992  | Mark Grew        |
| 1993  | Ian Taylor       |
| 1994  | Neil Aspin       |
| 1995  | Martin Foyle     |
| 1996  | Jon McCarthy     |
| 1997  | Lee Mills        |
| 1998  | Gareth Ainsworth |
| 1999  | Martin Foyle     |

| Année | Gagnant           |
| ----- | ----------------- |
| 2000  | Tommy Widdrington |
| 2001  | Dave Brammer      |
| 2002  | Mark Goodlad      |
| 2003  | Sam Collins       |
| 2004  | Stephen McPhee    |
| 2005  | Billy Paynter     |
| 2006  | George Pilkington |
| 2007  | Akpo Sodje        |
| 2008  | Paul Harsley      |
| 2009  | Joe Anyon         |

| Année | Gagnant          |
| ----- | ---------------- |
| 2010  | Anthony Griffith |
| 2011  | John McCombe     |
| 2012  | Doug Loft        |
| 2013  | Tom Pope         |
| 2014  | Tom Pope         |
| 2015  | Michael O'Connor |
| 2016  | Anthony Grant    |
| 2017  | Nathan Smith     |
| 2018  | Tom Pope         |
| 2019  | Scott Brown      |

Autres joueurs emblématiques
- Paul Beesley
- Marcus Bent
- Billy Bingham
- Chris Birchall
- Robbie Earle
- Anthony Gardner
- Steve Guppy
- David Healy
- Christophe Horlaville
- Ray Kennedy
- Chris Killen
- Des Lyttle
- Bill McGarry
- Stéphane Pounewatchy
- Randy Samuel
- Bernie Slaven
- Neville Southall
- Onandi Lowe
- Dean Holdsworth
- Ian Brightwell